# 藤井信子・川村泉舞踊団
藤井バレエ団・川村泉舞踊団は、日本の舞踊団。

## 概要
1952年に藤井信子が前身の藤井バレエ団を創立。秋田県内では古い歴史を持つとされる。娘である川村泉は母・信子から学び、以後は横井茂、金井芙三枝、北井一郎らに指導を受ける。
1992年、川村泉は亡き母に代わり、「あきた全国舞踊祭」を継承し、「藤井バレエ団／川村泉舞踊団」を主宰。また、全国コンクール受賞者を出し、在外研修員を輩出しており、Dance Universe（ダンス・ユニバース）を開催し、2014年の国民文化祭秋田やアトリオンオペラに振付出演するなど、国内外で活躍している。

## 受賞歴
川村泉は、86年現代舞踊協会制定新人賞、87年文化庁派遣芸術家在外研修員となり、ドイツに留学。ピナ・バウシュ、ジョン・セブロンに学んだ。1998年現代舞踊フェスティバル優秀賞、東京新聞全国コンクール指導者大賞を受賞。01年文化庁特別派遣となり、ニューヨークに留学した。2019年には秋田市文化章を受章した。 現代舞踊協会東北支部長、あきた全国舞踊祭実行委員長をつとめる。

## 親族
「あきた ダンスコレクションII」、「大駱駝艦（だいらくだかん）」、「舞踏から世界のBUTOHへ」
などに出演した川村真奈は、藤井信子の孫である。